# Strada europea E40
La strada europea E40 è una strada di classe A e, come si evince dal numero, è una dorsale Ovest-Est.
Si tratta della strada europea caratterizzata dal tracciato più lungo, con oltre 8000 km necessari a collegare il Canale della Manica con il confine cinese.

## Storia
Inizialmente la E40 collegava Calais, in Francia, a Rostov sul Don in Russia attraverso Belgio, Germania, Polonia, ed Ucraina per un totale di 3461 km.
Con la riforma del 1992, la stessa denominazione è stata utilizzata anche per il proseguimento nel continente asiatico con termine a Ridder (già Leninogorsk), presso il confine tra Kazakistan e Cina. In particolare, la strada corre lungo il confine meridionale del Kazakistan entrando in Uzbekistan, Turkmenistan, poi nuovamente in Uzbekistan e Kazakistan, quindi in Kirghizistan e infine di nuovo in Kazakistan.
Il percorso asiatico, per toccare le repubbliche dell'Asia centrale, disegna una "V" molto pronunciata; se la strada percorresse il Kazakistan in linea retta, la E40 potrebbe essere circa 2000 km più corta. La via più breve per raggiungere Ridden dall'Europa consiste nell'uso della strada europea E30, che lambisce il confine settentrionale del Kazakistan.

## Tracciato

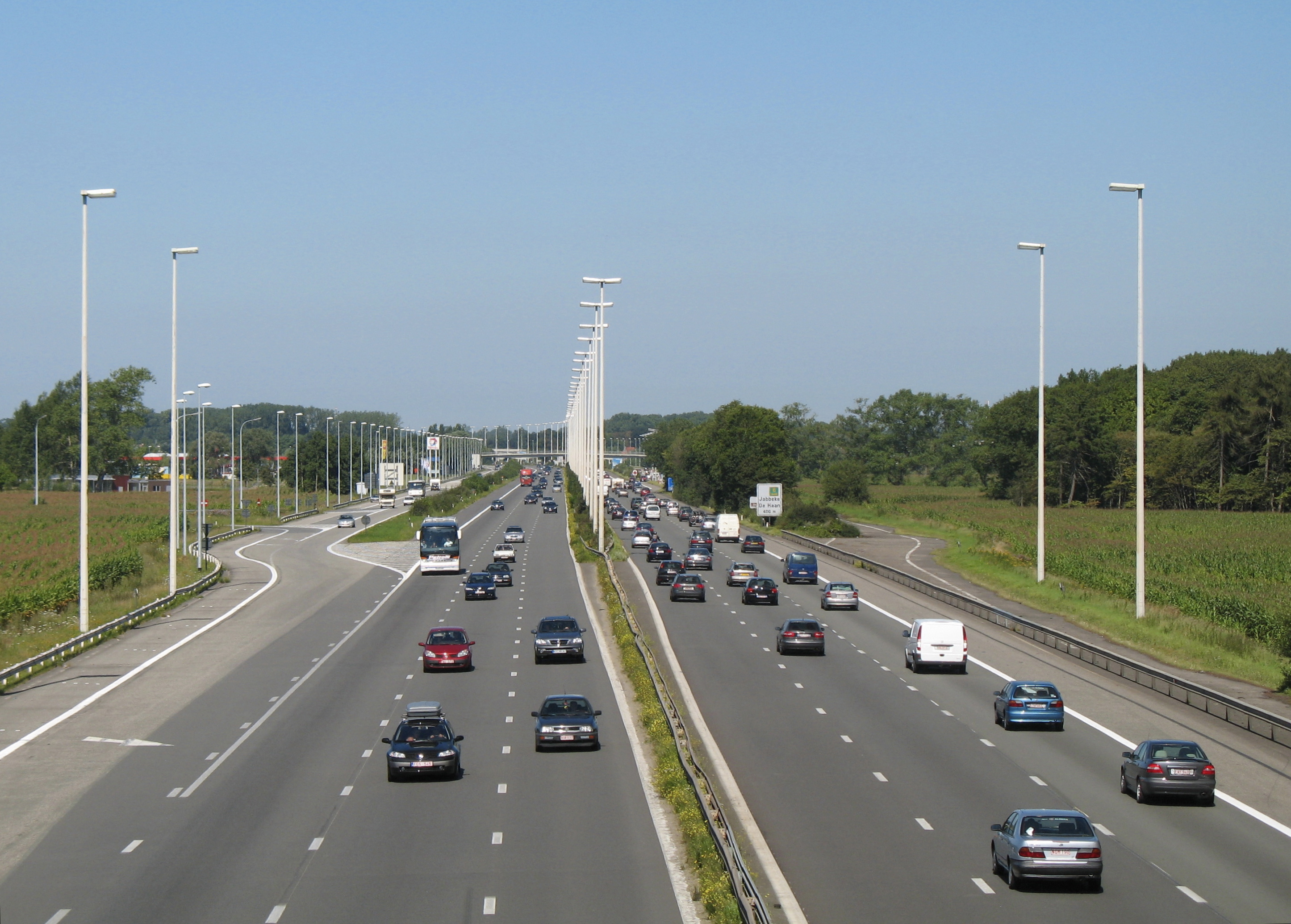
Nei pressi di Jabbeke, in Belgio

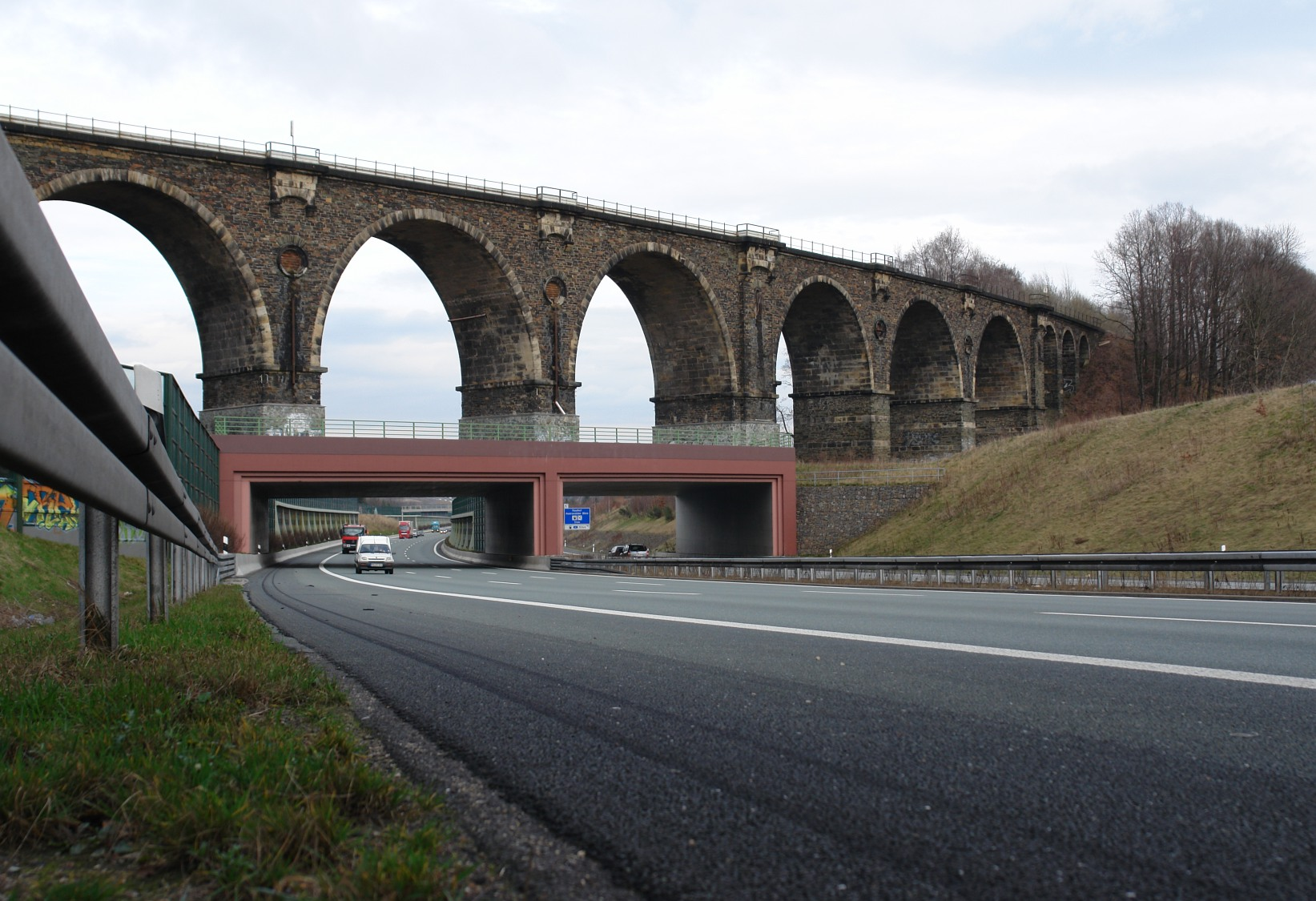
La E40 nell'attraversamento di una ferrovia presso Chemnitz, in Germania

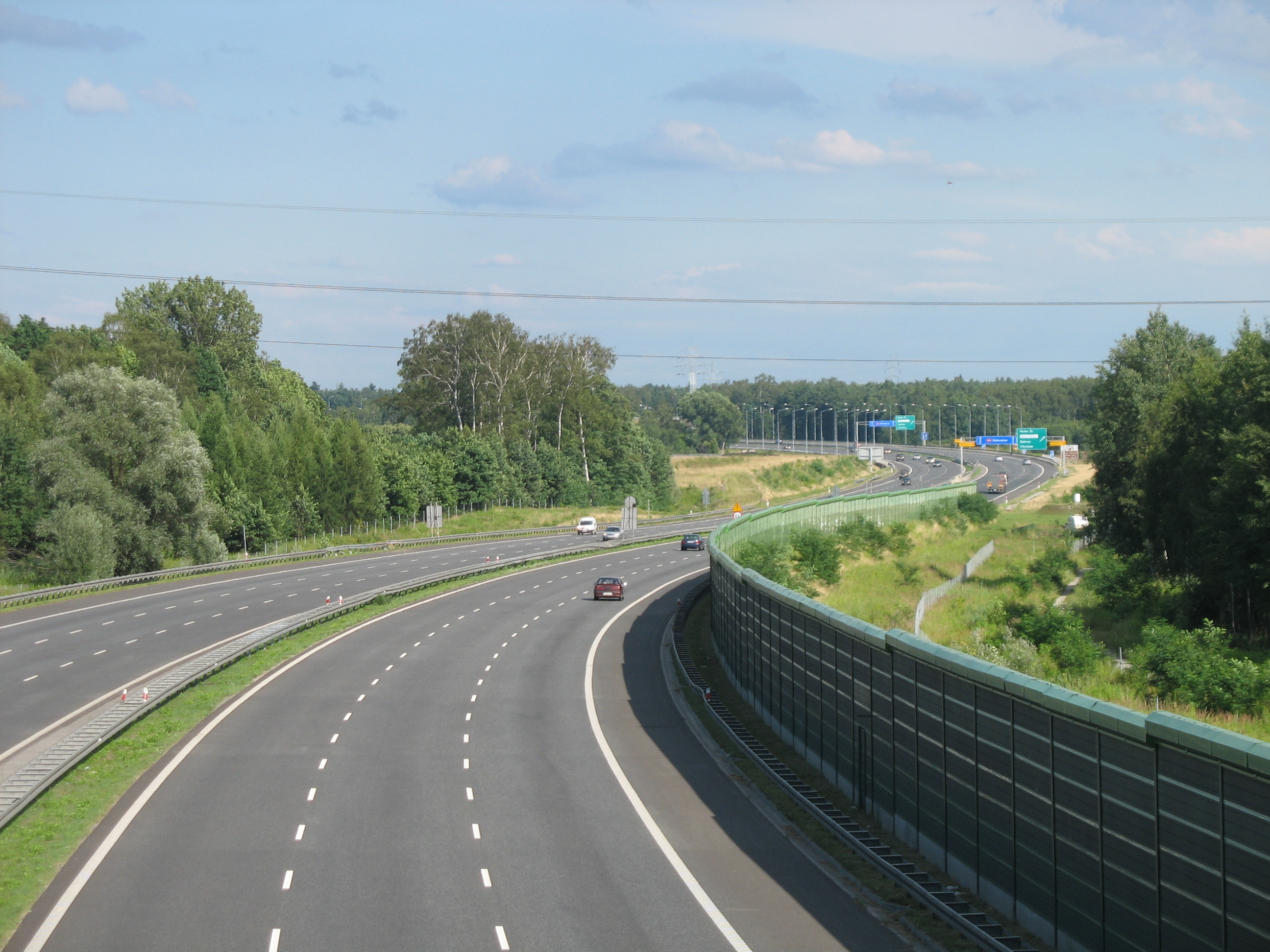
La E40 presso Zabrze, in Polonia

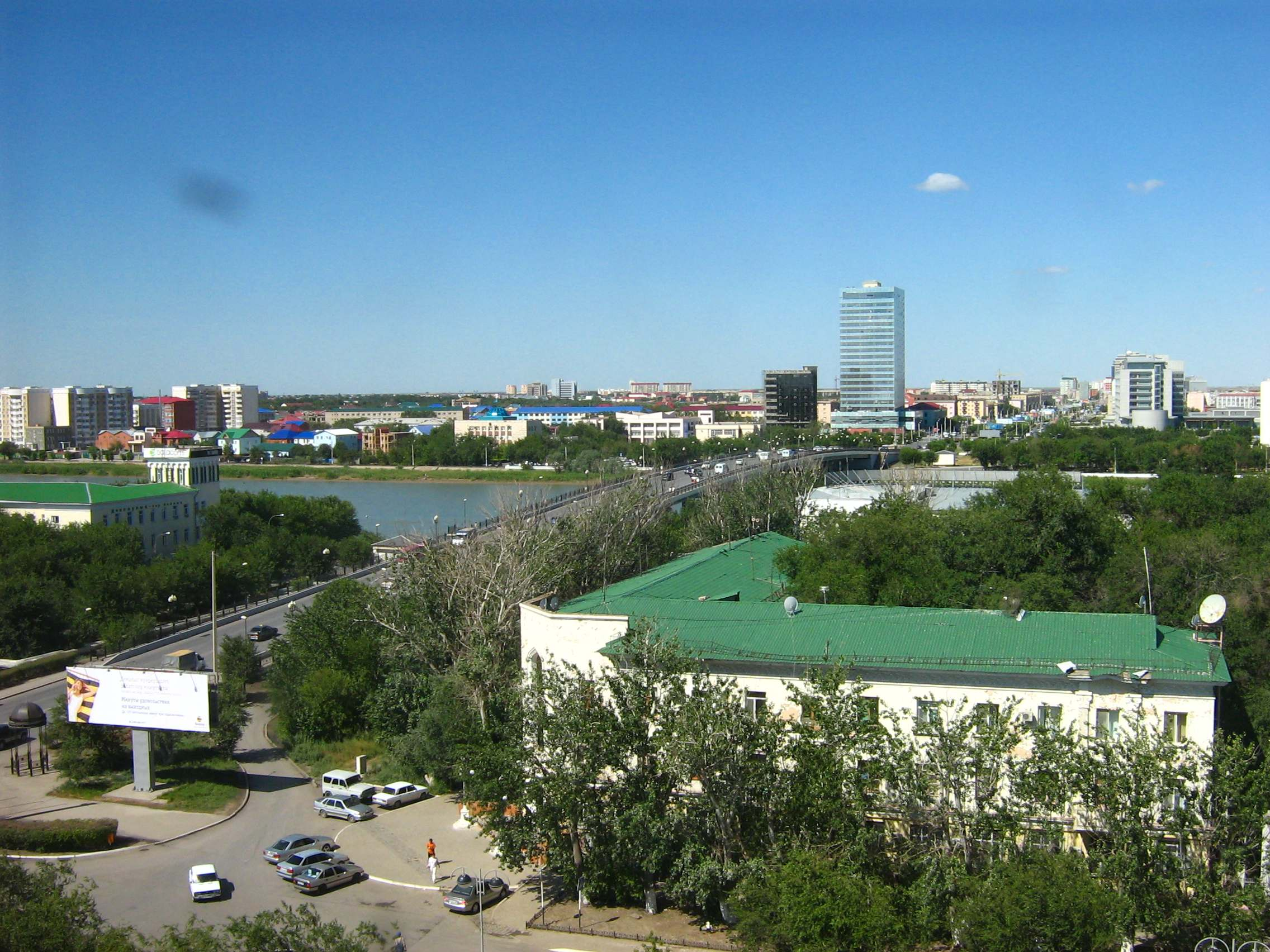
La strada nel centro di Atyrau, in Kazakistan. Il ponte sul fiume Ural rappresenta, simbolicamente, il collegamento tra Europa ed Asia

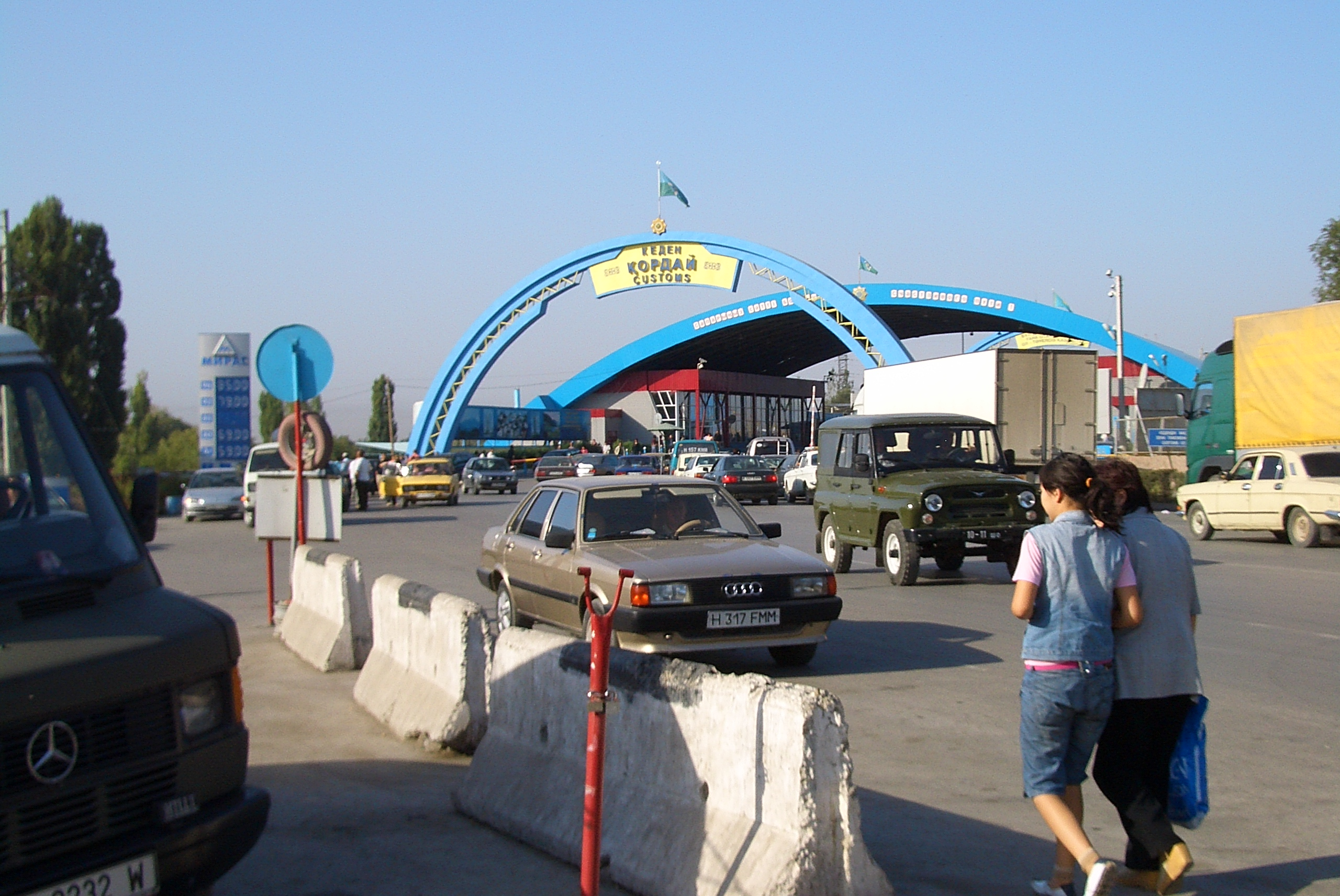
La strada presso il confine kazaco-kirghiso a Korday

La strada tocca le seguenti località principali:
- Francia: Calais
- Belgio: Bruges - Gand - Bruxelles - Liegi
- Germania: Aquisgrana - Colonia - Erfurt - Weimar - Jena - Chemnitz - Dresda
- Polonia: Breslavia - Katowice - Cracovia
- Ucraina: Leopoli - Rivne - Žytomyr - Kiev - Poltava - Charkiv - Slov"jans'k - Luhans'k
- Russia: Volgograd - Astrachan'
- Kazakistan: Atyrau
- Uzbekistan: Nukus
- Turkmenistan: Daşoguz
- Uzbekistan: Buchara - Samarcanda - Jizzax - Tashkent
- Kazakistan: Şımkent
- Kirghizistan: Bishkek
- Kazakistan: Almaty - Taldykorgan - Ayagoz - Öskemen - Ridder

### Francia
Le principali città toccate sono Calais e Dunkerque, collegate dalla autoroute A16.

### Belgio
In Belgio la E40 assume le seguenti denominazioni:
- A18, che collega Veurne, al confine con la Francia, con Jabbeke, nei pressi di Bruges;
- A10, che collega Jabbeke con Bruxelles passando da Gand;
- A3, che collega Bruxelles con Eynatten, posta al confine tedesco, attraversando Lovanio, Liegi ed Eupen.

### Germania
Sul territorio tedesco la strada ha quasi totalmente caratteristiche autostradali ed assume le seguenti denominazioni:
- A44, dal confine di Eynatten ad Aquisgrana;
- A4, da Aquisgrana a Olpe, passando per Colonia e Gummersbach;
- A45, che collega Olpe a Wetzlar via Siegen;
- B49, da Wetzlar a Gießen;
- B429 nei pressi di Gießen;
- A480, fino a Reiskirchen;
- A5, fino ad Hattenbach;
- A7, fino a Kirchheim;
- A4, da Kirchheim al confine polacco di Görlitz attraversando, con un tracciato di oltre 400 km, Bad Hersfeld, Herleshausen, Eisenach, Gotha, Erfurt, Weimar, Jena, Gera, Chemnitz, Dresda e Bautzen.

### Polonia
In Polonia la strada segue per oltre metà percorso la autostrada A4; è in previsione il completamento della A4 fino al confine polacco-ucraino, cosa che renderà l'attraversamento dello stato integralmente in autostrada; di seguito sono riportate le denominazioni e le principali località toccate dall'attuale tracciato:
- A4, che collega il confine tedesco a Cracovia attraversando Zgorzelec, Legnica, Breslavia, Opole, Gliwice, Katowice e Jaworzno;
- strada 4, da Cracovia al confine ucraino di Korczowa, attraverso le località di Tarnów e Rzeszów.

### Ucraina
Anche il tratto ucraino è costituito per la maggior parte da autostrade. L'unico tratto che ne è sprovvisto, per il quale comunque l'autostrada è attualmente in progettazione, è quello dal confine a Leopoli. Le denominazioni e le località toccate sono le seguenti:
- strada M10, dal confine di Krakovec' a Leopoli;
- M06, da Leopoli a Kiev attraverso Dubno, Rivne e Žytomyr;
- M03, da Kiev a Debal'ceve attraverso Lubny, Poltava, Charkiv e Slov"jans'k;
- M04, da Debal'ceve al confine di Krasnodon attraverso Luhans'k.

### Russia
Il tracciato russo è stato rivisitato completamente nel 1992. La strada, infatti, non piega più a sud in direzione Rostov sul Don, ma procede verso l'estremità nord del Mar Caspio, entrando in Kazakistan. Le denominazioni locali e le principali località toccate sono le seguenti:
- strada M21 dal confine di Donec'k a Volgograd via Kamensk-Šachtinskij;
- strada M6 da Volgograd ad Astrachan'.

### Repubbliche centroasiatiche
Di seguito sono riportate le denominazioni delle strade e le località toccate in Kazakistan, Uzbekistan, Turkmenistan e Kirghizistan:
- strada A340 dal confine russo-kazaco di Astrachan' a Nukus in Uzbekistan (passando dalle città kazake di Atyrau e Beyneu e dall'uzbeca Kungrad);
- strada A380 da Nukus a Bukhara (attraversando la città turkmena di Daşoguz);
- strada M37 da Buchara a Samarcanda;
- strada M39 da Samarcanda al confine kazaco-kirghiso di Korday, attraverso le città uzbeche di Jizzakh e Tashkent, quelle kazake di Şımkent e Taraz e la capitale kirghisa Biškek;
- strada M33/M39 da Korday ad Almaty;
- strada А350, oggi A3 da Almaty a Óskemen (attraversando Sary-Ozek, Taldykorgan, Usharal, Taskesken, Ayagoz, e Georgiyevka) e A9 da Óskemen a Ridder e al confine russo.

## Intersezioni
Di seguito sono riportate le località ove sono localizzate le intersezioni della E40 con dorsali nord-sud del network europeo:
- E25 - Liegi (Belgio);
- E35 - Colonia (Germania);
- E45 - Kirchheim (Germania);
- E55 - Dresda (Germania);
- E65 - Legnica (Polonia);
- E75 - Mysłowice/Gliwice (Polonia);
- E85 - Dubno (Ucraina);
- E95 - Kiev (Ucraina);
- E105 - Charkiv (Ucraina);
- E119 - Astrachan' (Russia);
- E123 - Tashkent (Uzbekistan);
- E125 - Almaty (Kazakistan).

## Galleria d'immagini

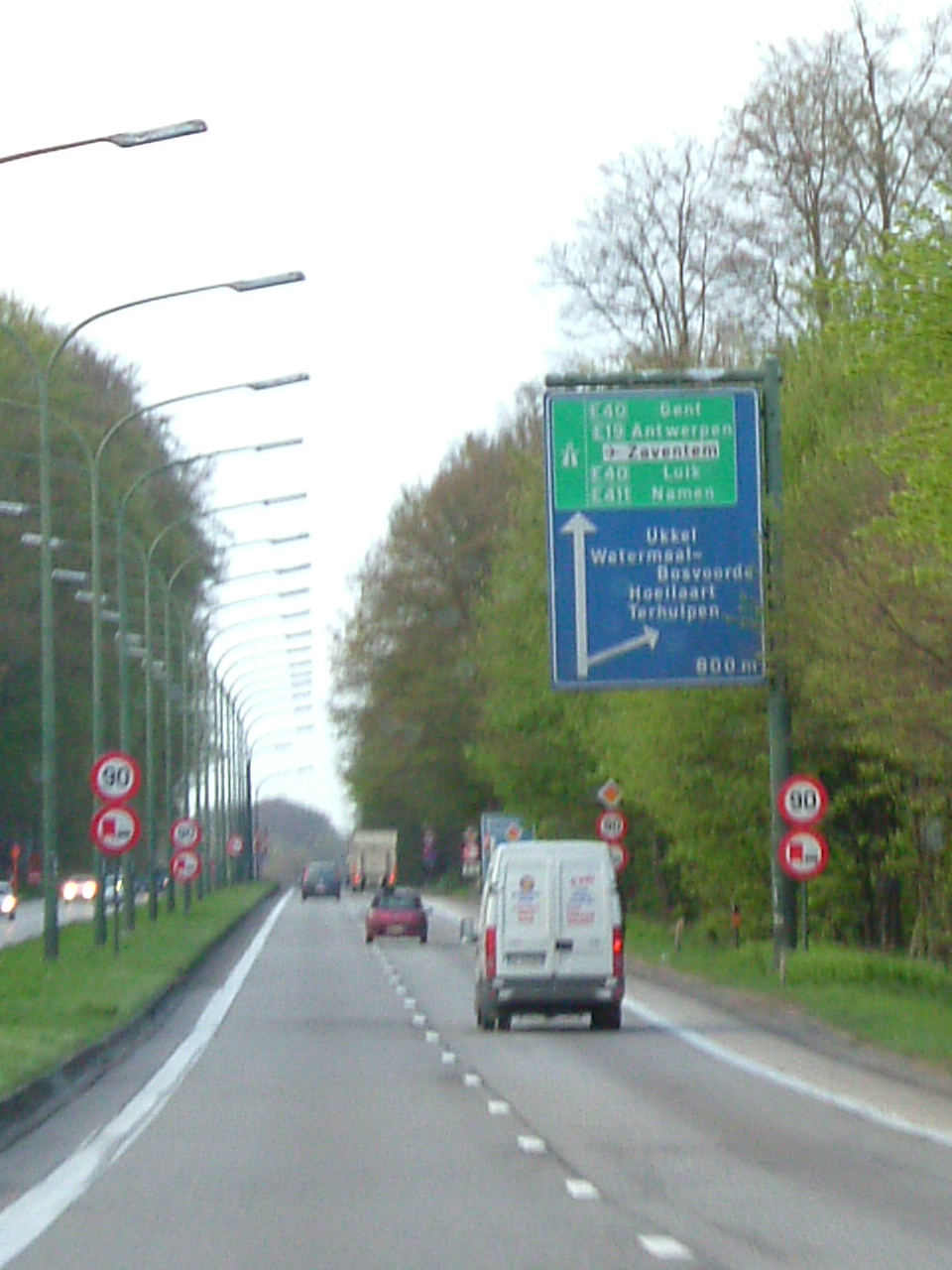
Un'uscita sulla tangenziale di Bruxelles
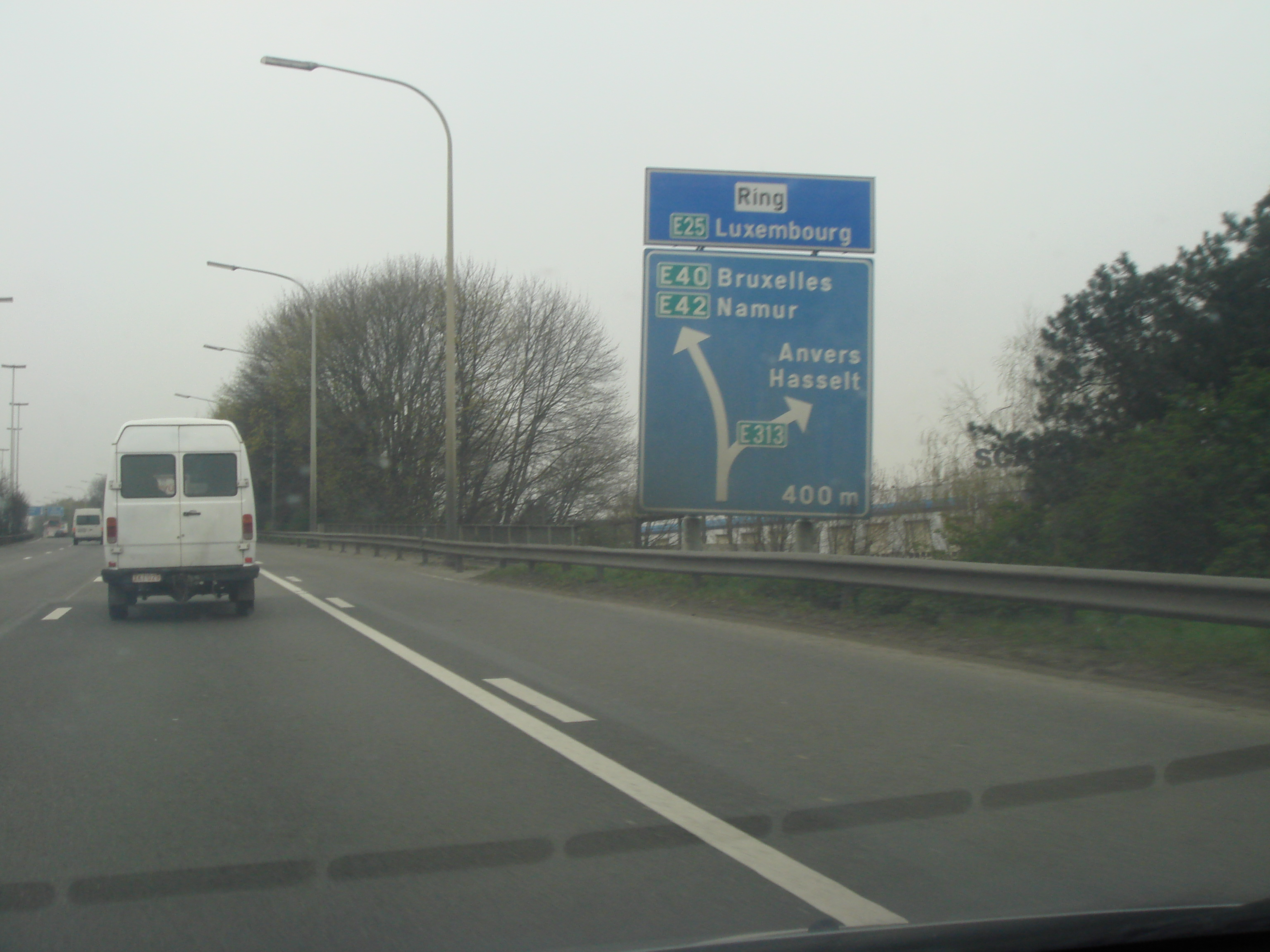
L'uscita di Hauts-Sarts sulla A3 belga, nei pressi di Liegi
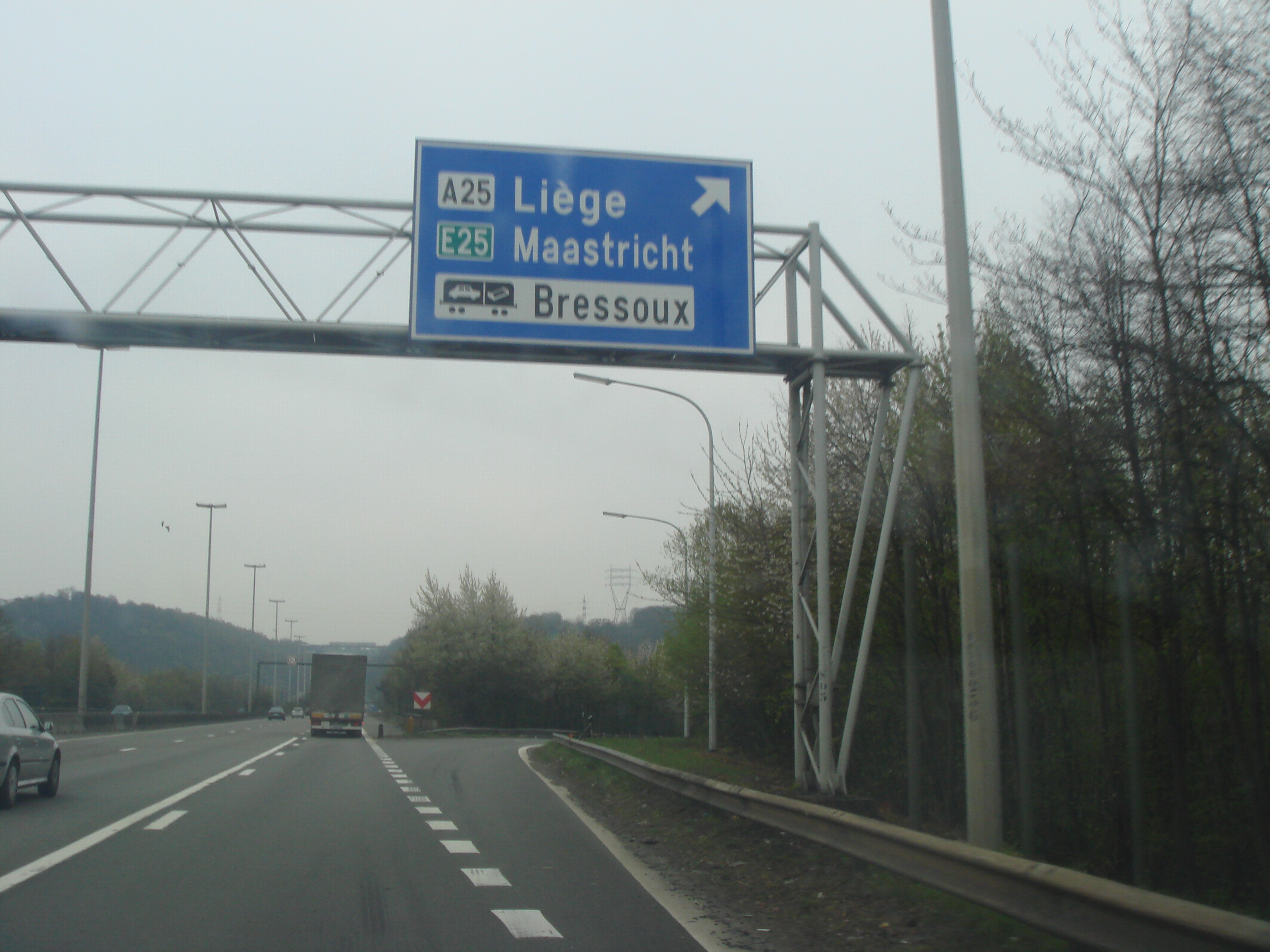
L'uscita di Cheratte, nei pressi di Liegi
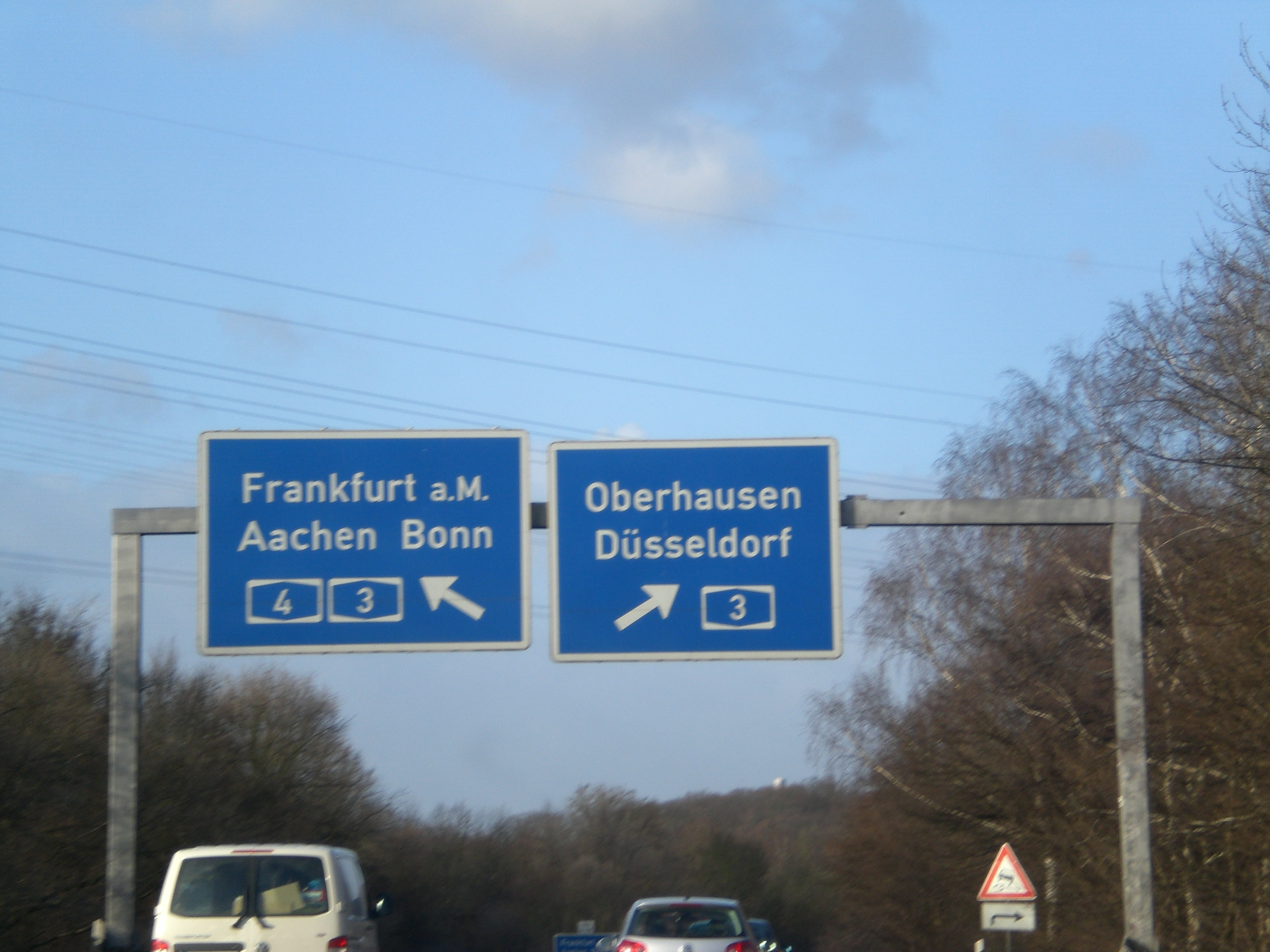
La E40 nei pressi di Colonia
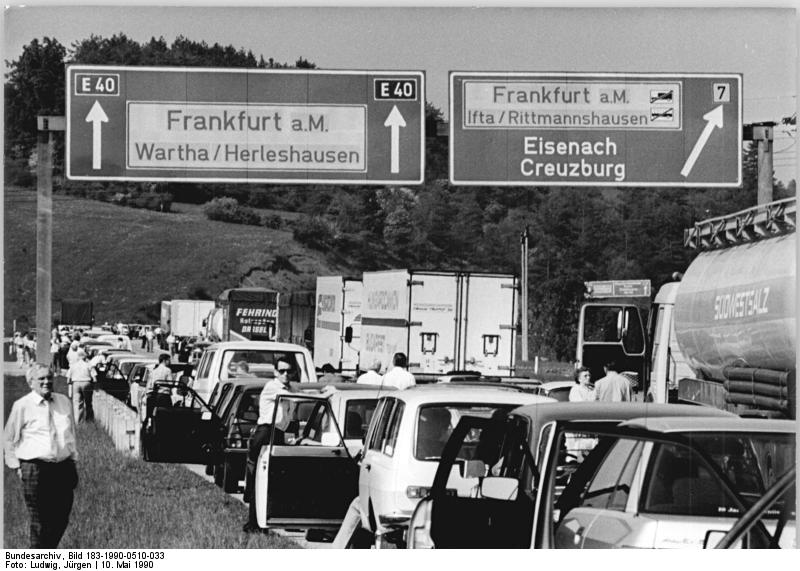
Lo sciopero del 10 maggio 1990 paralizza la E40 nei pressi di Erfurt, vicino al confine intertedesco.
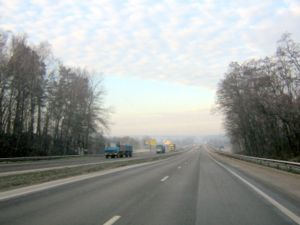
Sul tratto ucraino tra Žytomyr e Kiev
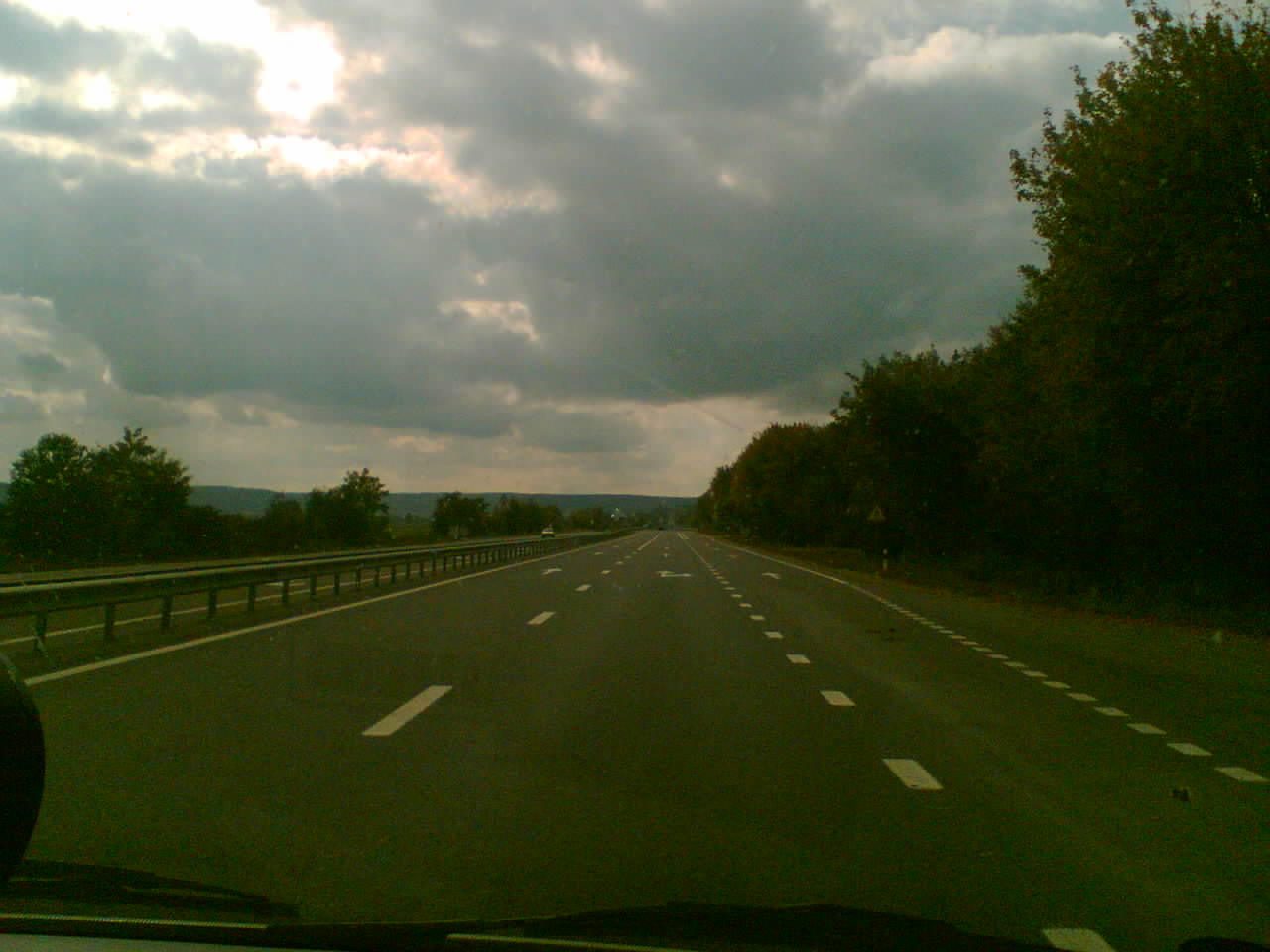
Sulla M06 in Ucraina
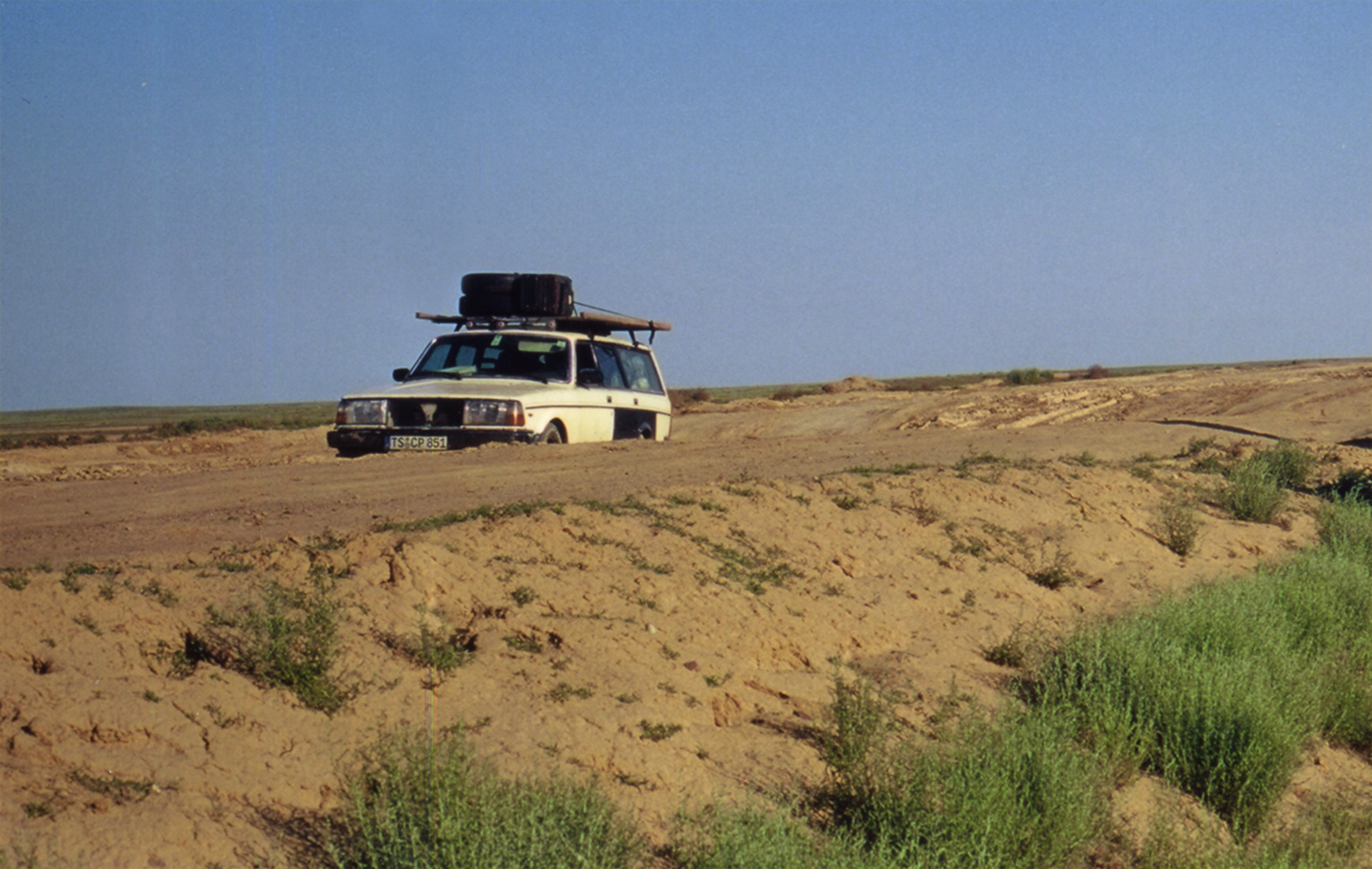
Una macchina affronta uno dei tratti più difficili del percorso, quello tra Bejneu (Kazakistan) e Kungrad (Uzbekistan)
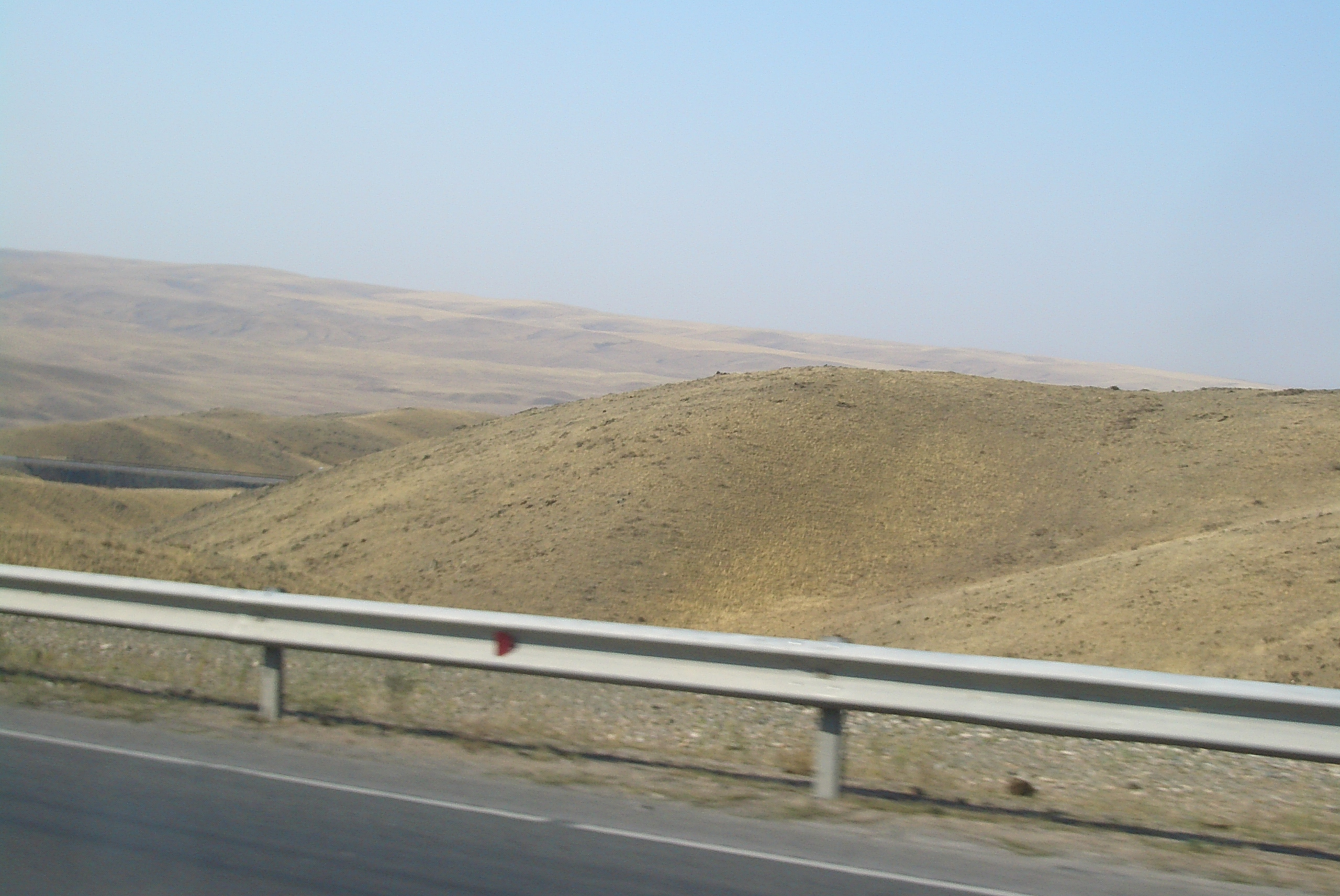
Vista dal tratto tra Biškek e Almaty